# Realitatea Românească
Realitatea Românească este un ziar cotidian din România, lansat în decembrie 2001,
deținut de frații Ioan și Viorel Micula.
În iunie 2007, conducerea ziarului a anunțat că acesta va mai apărea doar în varianta online.